# Ройфе, Илья Моисеевич
Илья Моисеевич Ройфе (15 августа 1923, Киев — 8 ноября 2001) — советский и российский физик, специалист в области термоядерной энергетики, доктор физико-математических наук, профессор.

## Биография
Родился в 1923 г. в Киеве.
Участник Великой Отечественной войны, призван в РККА 28.07.41г., командир взвода ПТО 299-го отдельного артиллерийско-пулеметного батальона 154 Укрепленного Района, в действующей армии с 15.04.43 по 23.06.44г. в составе 2-го Белорусского фронта, демобилизовался по ранению. Награждён орденом Отечественной войны II степени (дважды),орденом Красной Звезды, медалью «За победу над Германией».
Окончил Ленинградский институт авиационного приборостроения (ныне — ГУАП) (1948), пройдя пятилетний курс обучения за 4 года.
Работал в ОКБ завода «Электросила», с 1960 г. в преобразованном в НИИ электрофизической аппаратуры им. Д. В. Ефремова (НИИЭФА): инженер, руководитель группы по разработке высокочастотных систем питания циклотронов и фазотронов, с 1960 г. зам. начальника отдела «Т» (создание экспериментальной базы термоядерных исследований и изучения физических процессов в высокотемпературной плазме), затем — начальник лаборатории.
Автор научных работ в области термоядерной энергетики. Разработал импульсный трансформатор на напряжение 750 кВ и 1 мВ.
Участник и один из руководителей разработки протонного синхроциклотрона СЦ-1000.
Обнаружил и исследовал параметрическую неустойчивость высокочастотного разряда в тороидальном магнитном поле, предложил метод динамической стабилизации разряда в слабом магнитном поле. Его работы использованы для создания мощных излучателей.
Доктор физико-математических наук (1983), профессор (1991).
Похоронен на Смоленском православном кладбище Санкт-Петербурга.

## Сочинения
- Развитие высокочастотных методов в экспериментах по физике плазмы и пучков заряженных частиц : диссертация … доктора физико-математических наук : 01.04.08, 01.04.20. — Ленинград, 1984. — 286 c. : ил.
- Фокусировка сильноточных ионных пучков [Текст] / О. А. Гусев, А. Б. Ефимов, И. М. Ройфе. — Ленинград : НИИЭФА, 1979. — 38 с. : ил.; 21 см. — (Обзор / Гос. ком. по использованию атом. энергии СССР, НИИ электрофиз. аппаратуры им. Д. В. Ефремова; ОК-29).
- Об импедансе диода с многоострийным взрывоэмиссионным катодом / М. А. Василевский, Ю. А. Василевская, И. М. Ройфе и др. — Ленинград : НИИЭФА, 1980. — 11 с. : ил.; 21 см. — (Препринт / НИИ электрофиз. аппаратуры им. Д. В. Ефремова (НИИЭФА); К-0461).
- Формирование сильноточного электронного пучка микросекундной длительности [Текст] / И. М. Ройфе, Б. А. Стекольников, В. И. Энгелько. — Ленинград : [б. и.], 1975. — 30 с. : ил.; 30 см. — (Препринт/ Гос. ком. по использованию атомной энергии СССР. Науч.-исслед. ин-т электрофиз. аппаратуры им. Д. В. Ефремова. НИИЭФА; К-0238).
- Результаты исследования диода с многоострийным взрывоэмиссионным катодом при больших длительиостях импульса / M А. Василевский, И. М. Ройфе, В. И. Эигелько. — Л. : НИИЭФА, 1980. — 37 с, черт.; 22 см.
- Результаты экспериментов на тороидальных установках при q<1 [Текст] / И. М. Ройфе, М. А. Василевский, Е. В. Середенко. — Ленинград : [б. и.], 1976. — 16 с. : ил.; 30 см. — (Препринт/ Гос. ком. по использованию атомной энергии СССР. Науч.-исслед. ин-т электрофиз. аппаратуры им. Д. В. Ефремова. НИИЭФА; К-0268).
- Ройфе Й. М., Василевский М. А., Середенко Е. В. Параметрическая неустойчивость тороидального высокочастотного разряда в магнитном поле. ЖЭТФ, 1971, т.60, вып.5, с.1621-1626.